# 盛岡市立病院
盛岡市立病院（もりおかしりつびょういん）は、岩手県盛岡市にある盛岡市立の総合病院。病院の基本理念は「優しさといたわりのある病院」「信頼され優れた医療の病院」「開かれた地域医療のための病院」である。

## 沿革
この節の出典：
1895年（明治28年）、現在の盛岡市鉈屋町に建設された盛岡市伝染病隔離舎が開院。1899年（明治32年）盛岡市立伝染病院に改称。その後1926年（大正15年）に盛岡市民病院に改称。
一方、1929年（昭和4年）、現在の盛岡市中央通内科・小児科など8診療体制の盛岡実費診療所が開設され、翌1930年（昭和5年）には盛岡診療所、1948年（昭和23年）には盛岡市立病院へ改称された。

### 年表
- 1895年（明治28年） - 盛岡市東中野万日（現：鉈屋町）盛岡市伝染病隔離舎として開院
- 1899年（明治32年） - 盛岡市立伝染病院に改称
- 1926年（大正15年） - 盛岡市民病院に改称
- 1929年（昭和4年） - 盛岡市三田横町（現：中央通）に盛岡実費診療所開設
- 1930年（昭和5年） - 盛岡診療所に改称
- 1948年（昭和23年） - 盛岡市立病院に改称
- 1958年（昭和33年） - 盛岡市民病院が火災で病院の一部を焼失
- 1960年（昭和35年） - 盛岡市立病院と盛岡市民病院を統合して鉈屋町に盛岡市立病院を開設
- 1999年（平成11年） - 敷地建物の狭隘化・施設の老朽化などにより、現在地である本宮に移転

## 保険指定施設
この節の出典：
- 救急指定病院
- 保険医療機関
- 生活保護指定医療機関
- 労災保険指定医療機関
- 第一種感染症指定医療機関
- 第二種感染症指定医療機関
- 指定自立支援医療機関（育成・更生）[6]
- 指定自立支援医療機関（精神通院医療）
- 臨床研修指定病院
- 肝炎治療指定医療機関
- 肝疾患診療専門医療機関
- 難病医療費助成指定医療機関
- 岩手県難病医療協力病院
- 在宅療養後方支援病院
- 指定小児慢性特定疾病医療機関
- 感染症の予防及び感染症の患者に対する医療に関する法律第14条第1項[7]の規定による医療機関

## 認定病床数
この節の出典：
- 一般病床数 120床
- 精神病床数 80床
- 感染病床数 8床
- 地域包括ケア病床数 60床

## 診療科
この節の出典：
- 内科
- 脳神経内科
- 循環器内科
- 呼吸器内科
- 消化器内科
- 循環器内科
- 糖尿病・代謝内科
- 腎臓内科
- 外科
- 整形外科
- 脳神経外科
- 皮膚科
- 眼科
- 麻酔科
- 神経精神科
- 歯科

## 院内施設・設備
この節の出典：
- 自動体外式除細動器（AED）
- 売店（HOW盛岡市立病院店）
- 理容
- ATMコーナー
  - 北日本銀行
- 郵便ポスト

## 交通
この節の出典：
- 盛岡駅より岩手県交通「218・219」で、「盛岡市立病院」バス停下車。
- 厨川駅・盛岡駅より岩手県北バス「E01・E02」で、「杜の道北」バス停下車。